# Titi Camara
Aboubacar Sidiki Camara (Conakri, Guinea, 17 de noviembre de 1972), más conocido como Titi Camara, es un ex-futbolista guineano. Se desempeñaba como delantero y se retiró en 2006.

## Clubes
| Club                  | País         | Año         |
| --------------------- | ------------ | ----------- |
| AS Saint-Étienne      | Francia      | 1990 - 1995 |
| RC Lens               | Francia      | 1995 - 1997 |
| Olympique de Marsella | Francia      | 1997 - 1999 |
| Liverpool FC          | Inglaterra   | 1999 - 2000 |
| West Ham United       | Inglaterra   | 2000 - 2003 |
| Al-Ittihad            | Arabia Saudí | 2003        |
| Al-Sailiya SC         | Catar        | 2003 - 2004 |
| Amiens SC             | Francia      | 2005 - 2006 |